# Arrondissement de Brême

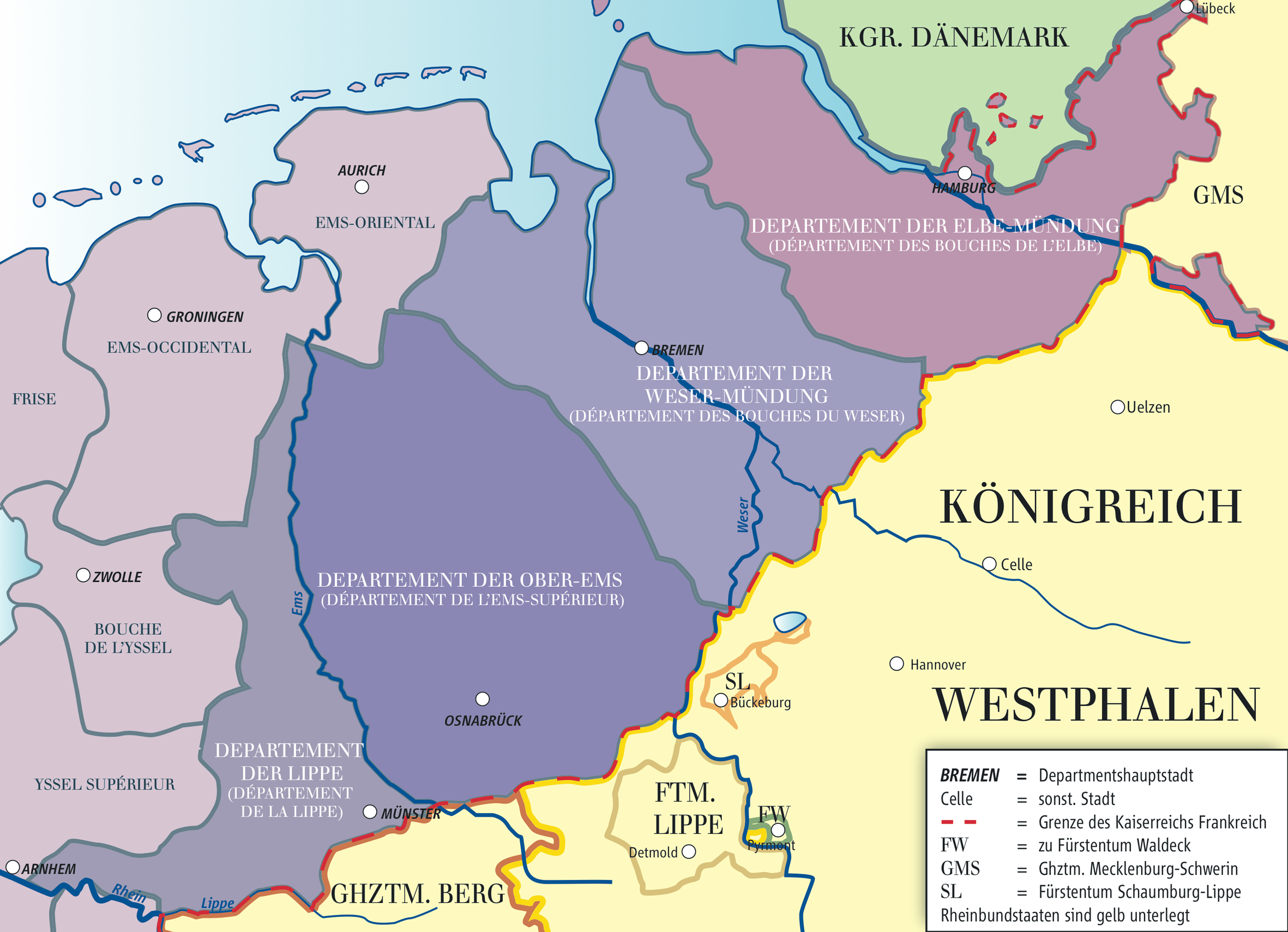
Carte de la région indiquant sa division en départements.

L'arrondissement de Brême est une ancienne subdivision administrative française du département des Bouches-du-Weser créée en 1811 et supprimée en 1814.

## Historique
L'arrondissement est créé par un décret du 4 juillet 1811 organisant les « départements anséatiques ».
M. de Salperwick en a été sous-préfet,.
L'ensemble des unités administratives françaises anséatiques est officiellement supprimé par le traité de Paris en mai 1814.
Ce territoire est aujourd'hui essentiellement réparti entre le Land de Brême et l'arrondissement de Verden, en Basse-Saxe. Rotenburg est chef-lieu d'un autre arrondissement, Lilienthal est dans celui d'Osterholz et Syke dans celui de Diepholz, tous en Basse Saxe.

## Composition
L'arrondissement comprenait les cantons d'Achim, Brême (quatre cantons), Lilienthal, Ottersberg, Rotenburg, Syke, Thedinghausen et Verden.